# Martin Jellinghaus
Martin Jellinghaus (Lauf an der Pegnitz, 26 ottobre 1944) è un ex velocista tedesco, specializzato nei 200 e 400 metri piani fra la fine degli anni sessanta e l'inizio degli anni settanta.

## Biografia
Gareggiando per la Germania Ovest, nel 1968 partecipò alle Olimpiadi di Città del Messico dove giunse quinto nella finale dei 400 m, primo tra gli europei. In precedenza aveva corso la semifinale in 44"9, eguagliando il record europeo stabilito dal suo connazionale Carl Kaufmann a Roma 1960. Nelle Olimpiadi messicane Jellinghaus conquistò, insieme a Helmar Müller, Manfred Kinder e Gerhard Hennige, la medaglia di bronzo nella staffetta 4×400 m precedendo, nell'ultima frazione, il polacco Andrzej Badeński per un centesimo di secondo.
Quattro anni dopo, alle Olimpiadi di Monaco di Baviera, Jellinghaus gareggiò nei 200 metri guadagnando l'accesso alla finale, dove giunse settimo correndo in 20"65, suo primato personale.
Con la staffetta tedesco-occidentale conquistò la medaglia di bronzo ai campionati europei del 1969 e la medaglia d'oro nell'edizione del 1971.
Vinse complessivamente nove titoli nazionali fra 200 m, 400 m e staffette.
Il suo record europeo resistette fino al 1974 quando fu migliorato di due decimi dal connazionale Karl Honz.

## Palmarès
| Anno | Manifestazione | Sede              | Evento  | Risultato | Prestazione | Note           |
| ---- | -------------- | ----------------- | ------- | --------- | ----------- | -------------- |
| 1968 | Olimpiadi      | Città del Messico | 4×400 m | Bronzo    | 3'00"5      | Record europeo |
| 1969 | Europei        | Atene             | 4×400 m | Bronzo    | 3'03"1      |                |
| 1971 | Europei        | Helsinki          | 4×400 m | Oro       | 3'02"9      |                |